# Balta transversa
Balta transversa är en kackerlacksart som beskrevs av Morgan Hebard 1943. Balta transversa ingår i släktet Balta och familjen småkackerlackor. Inga underarter finns listade.